# Tanner l'Irréductible
Pour plus de détails, voir Fiche technique et Distribution.
Tanner l'Irréductible (Der schwarze Tanner) est un film dramatique suisse réalisé par Xavier Koller et sorti en 1986.
Il s'agit d'une adaptation du roman éponyme paru en 1947 et écrit par Meinrad Inglin (de) (1893-1971).

## Synopsis
Le film raconte l'histoire d'un paysan de montagne qui, en 1941, pendant la Seconde Guerre mondiale, est prié de transformer une partie de ses prairies de montagne en terres agricoles, conformément au plan Wahlen. Tanner revendique avec insistance son droit à l'autodétermination et commence à rendre sa ferme autosuffisante. Ce faisant, il se rend coupable de commerce illicite, ce qui le conduit en prison.

## Fiche technique
- Titre français : Tanner l'Irréductible[1],[2]
- Titre original allemand : Der schwarze Tanner[3],[4]
- Réalisateur : Xavier Koller
- Scénario : Xavier Koller, Walo Deuber (de)
- Photographie : Elemér Ragályi (hu)
- Montage : Fee Liechti (de)
- Musique : Hardy Hepp (de)
- Production : Alfons Sinniger
- Sociétés de production : Schweizer Fernsehen (SF DRS), Catpics AG
- Pays de production :  Suisse
- Langue originale : suisse allemand
- Format : couleurs par Eastmancolor - 1,66:1 - Son mono - 35 mm
- Durée : 93 minutes
- Genre : drame
- Dates de sortie :
  - Suisse : 11 janvier 1986 (sortie nationale germanophone) ; mai 1987 (sortie nationale francophone)
  - Québec : août 1986 (Festival des films du monde de Montréal)

## Distribution
- Otto Mächtlinger (de) : Kaspar Tanner
- Renate Steiger : Agnes Tanner
- Ernst C. Sigrist (de) : Jakob Tanner
- Liliana Heimberg : Anna Tanner
- Dietmar Schönherr : Steiner
- Albert Freuler (de) : Stähli
- Max Moor (de) (sous le nom de « Dieter Moor ») : von Moos
- Herbert Leiser (de) : Policier Nigg
- Wolf Kaiser : Pasteur Mettler
- Eva Rieck (de) : Mme Dr. Bodmer
- Jürgen Cziesla (de) : Gardien
- Michael Gempart (de) : von Muralt
- Heinz Bühlmann (de) : Büelmann
- Giovanni Früh (de) : Res Schuler
- Nikola Weisse (de) : Marty Schuler
- Volker Prechtel : Fuhrhalter Suter